# Comité de Football de Saint-Martin
Das Comité de Football de Saint-Martin ist der im Jahr 1999 gegründete Fußballverband von Saint-Martin. Der Verband organisiert die Spiele der Fußballnationalmannschaft und ist seit 2013 Mitglied im Kontinentalverband CONCACAF. Zudem richtet der Verband die Saint-Martin Championships aus.

## Erfolge
- Fußball-Weltmeisterschaft

nicht teilnahmeberechtigt
- CONCACAF Gold Cup

Teilnahmen: Keine